# Douglas Gutwein
Douglas Lynn Gutwein (geboren 4. April 1948 in Francesville, Indiana; gestorben 1. Dezember 2023) war ein US-amerikanischer Politiker (Republikanische Partei). Er gehörte von 2008 bis 2022 dem Repräsentantenhaus von Indiana an.

## Leben und Herkunft
Douglas Gutwein wurde als Sohn von Clarence und Jane Gutwein in Francesville geboren und wuchs dort auch auf. Die Familie Gutwein ist in Francesville und Umgebung weit verbreitet und geht auf Douglas Gutweins Urgroßeltern Phillip und Louisa Gutwein zurück, die 1906 aus Cservenka (Österreich-Ungarn, heute Serbien) in die USA auswanderten.  Nach seinem High-School-Abschluss diente er drei Jahre lang in der United States Army in Frankfurt am Main und im Vietnamkrieg. Anschließend arbeitete er als städtischer Postzusteller in Valparaiso sowie in Südkalifornien. 1979 kehrte er nach Francesville zurück, um die Firma seines Bruders zu leiten, die er einige Jahre später übernahm.
Am 1. Dezember 2023 starb Gutwein, der zuletzt mit seiner Ehefrau in Cary, North Carolina gelebt hatte, infolge einer Krebserkrankung.
Gutwein war Mitglied der Amerikanischen Legion.

## Politik
1991 wurde Gutwein Mitglied des Town Board (Gemeinderat) von Francesville, zu dessen Präsident er 1992 gewählt wurde.
2008 wurde er erstmals in das Repräsentantenhaus von Indiana gewählt, in dem er als Nachfolger seines Cousins zweiten Grades Eric Gutwein den 16. Wahlbezirk vertrat. Dieser umfasst das gesamte Gebiet des Pulaski County sowie Teile der Countys Fulton, Jasper, Newton und Starke. Zuletzt war er stellvertretender Vorsitzender des Environmental Affairs Committee (Ausschuss für Umweltangelegenheiten) und außerdem Mitglied des Agriculture and Rural Development Committee (Ausschuss für Landwirtschaft und ländliche Entwicklung) sowie des Veterans Affairs and Public Safety Committee (Ausschuss für Veteranenangelegenheiten und öffentliche Sicherheit).
Als damaliger Vorsitzender des Employment, Labor and Pensions Committee (Ausschuss für Beschäftigung, Arbeit und Altersversorgung) setzte sich Gutwein 2012 erfolgreich für die Einführung eines Right-to-work-laws im Bundesstaat Indiana ein, durch das die Erhebung verpflichtender Gewerkschaftsbeiträge von Arbeitnehmern untersagt wurde. Hierbei wurde er von den Demokraten dafür kritisiert, dass er als Ausschussvorsitzender die Beratung über mehrere Änderungsvorschläge zu dem Gesetzesantrag unterband.
2018 initiierte er einen Gesetzesvorschlag zur Ausweitung der Liste von Krankheiten, auf die Neugeborene im Bundesstaat Indiana bei verpflichtenden Screenings untersucht werden müssen, welcher einstimmig verabschiedet wurde.
Bei der Wahl zum Repräsentantenhaus von Indiana am 8. November 2022 trat Gutwein nicht erneut an. Sein Nachfolger als Abgeordneter des 16. Wahlbezirks wurde Kendell Culp.

## Familie
Gutwein war seit den 1980er-Jahren mit seiner Frau Mary Lew verheiratet. Sie hatten gemeinsam drei Kinder und sieben Enkelkinder.
Einer seiner vier Brüder, Captain Ronald D. Gutwein (1941–1985), wurde als Hubschrauberpilot im Vietnamkrieg mit zwei Silver Star Medals ausgezeichnet. Als Abgeordneter setzte sich Douglas Gutwein für die Benennung der Brücke der I-65 über den Wabash River nach seinem Bruder ein. Die Zeremonie zur Umbenennung der Brücke in „Captain Ronald D. Gutwein Memorial Bridge“ fand am 15. Juni 2022 im Beisein Douglas Gutweins statt.